# Рыжков, Иван Николаевич
Иван Николаевич Рыжков (1906—1991) — советский военный деятель, генерал-майор (20.12.1942).

## Биография
Родился 1 декабря 1906 года в деревне Пашково Оршанского уезда Могилёвской губернии Российской империи (ныне деревня Старое Пашково в Пашковском сельском совете Могилёвского района Республики Беларусь).
В 1928 году стал работать в своей деревне в колхозе имени Володарского, был инициатором создания первой комсомольской ячейки. Стал членом ВКП(б)/КПСС.
Затем окончил военную школу и академию. Участвовал в Великой Отечественной войне вместе с женой — Ольгой Рыжковой (урождённой Скребуновой), которая была санинструктором. Был комиссаром Главного оперативного управления Генерального штаба, воевал в составе 1-го Украинского и 2-го Белорусского фронтов, освобождал Белоруссию, с 26.04.1945 по 11.05.1945 командовал 287-й стрелковой дивизией. Великую Отечественную войну окончил в Праге.
После окончания войны служил в центральном военном аппарате. В 1955 году был назначен начальником Военного факультета при Московском финансовом институте (ныне Финансовый университет при Правительстве России). За два года до этого он был заместителем начальника факультета. Руководил Военным факультетом при ВУЗе по 1969 год, когда ушёл в отставку по выслуге лет.
Умер в 1991 году.

## Семья
Сын: Рыжков Вячеслав Иванович (1939—2025) — финансист, сотрудник Внешторгбанка СССР, генеральный управляющий отделением Московского народного банка в Сингапуре (1971—1976).

## Знаки отличия
Награждён орденами Ленина, Красного Знамени (трижды), Красной Звезды (дважды), Отечественной войны 1-й степени и Суворова 2-й степени, а также многими медалями.